# Collezione Pigozzi
The Contemporary African Art Collection (C.A.A.C. conosciuta anche come Collezione Pigozzi) è una collezione privata di arte contemporanea africana con sede a Ginevra.

## Storia
La collezione Pigozzi nasce dall'incontro del 1989 di Jean Pigozzi con André Magnin durante l'esposizione Magiciens de la Terre. A partire dal 1991 la collezione viene presentata all'interno di numerose esposizioni.
- Africa Hoy /Africa Now presentata al Centro Atlantico de Arte Moderno, Las Palmas de Gran Canaria, al Groningen Museum di Groninga nei Paesi Bassi e al Centro Cultural de Arte Contemporaneo di Città del Messico, 1991-1992.[1]
- The Jean Pigozzi Contemporary African Art Collection at the Saachi Collection, The Saatchi Gallery, London, 1992.
- Out of Africa, Saatchi Gallery, London, 1993.
- Big City: Artists from Africa, Serpentine Gallery, Londra, 1995 (esposizione organizzata all'interno dell'evento Africa95).[2].
- 100% Africa, The Guggenheim Museum Bilbao, 2006-2007.[3].
- Why Africa? La Collezione Pigozzi, Pinacoteca del Lingotto, Torino, 2007-2008[4].

## Artisti
Andreé Magnin è il responsabile della collezione Pigozzi e dal 1989 si occupa delle acquisizioni.
- Aboudia
- Georges Adéagbo
- Leonce Raphael Agbodjelou
- Philip Kwame Apagya
- Willie Bester
- Pierre Bodo
- Amani Bodo
- Bodo Fils
- Frédéric Bruly Bouabré
- Seni Awa Camara
- Demba Camara
- Chéri Cherin
- Kudzanai Chiurai
- Calixte Dakpogan
- Jean Depara
- Jean-Jacques Efiaimbelo
- John Fundi
- Gedewon
- John Goba
- Emile Guebehi & Nicolas Damas
- Gugulective
- Daniel Halter
- Romuald Hazoumé
- Samuel Kane Kwei
- Seydou Keïta
- Bodys Isek Kingelez
- David Koloane
- Agbagli Kossi
- Koffi Kouakou
- Cheik Ledy
- George Lilanga
- Maître Syms
- Titos Mabota
- Goncalo Mabunda
- Esther Mahlangu
- Abu Bakarr Mandaray
- Kivuthi Mbuno
- Adelino Vasco Mendonça
- Papa Mfumu'eto 1er
- Moké
- Tommy Motswai
- Baudouin Mouanda
- Ambroise Ngaimoko (STUDIO 3Z)
- Jean-Baptiste Ngetchopa
- Rigobert Nimi
- J.D. Okhai Ojeikere
- Joshua Okoromodeke
- Richard Onyango
- Paramount Photographers
- Chéri Samba
- Johannes Segogela
- Kura Shomali
- Shula
- Malick Sidibé
- Pascale Marthine Tayou
- François Thango
- Barthélémy Toguo
- Cyprien Tokoudegba
- Pathy Tshindele
- Zephania Tschuma
- Twins Seven Seven
- Zinsou